# 贝利库尔
贝利库尔（法語：Bellicourt，法語發音：[bɛlikuʁ]）是法国上法蘭西大區埃纳省的一个市镇，属于圣康坦区。

## 地理
贝利库尔（49°57'40"N, 3°14'9"E）面积9.77 平方千米，位于法国上法蘭西大區埃纳省，该省份为法国北部内陆省份，北起北部省，西接索姆省和瓦兹省，东临阿登省和马恩省，西南至塞纳-马恩省，东北部与比利时接壤。
与贝利库尔接壤的市镇（或旧市镇、城区）包括：贝朗格利斯、博尼、古伊、阿日库尔、诺鲁瓦、蓬吕、蓬吕埃、维勒雷。

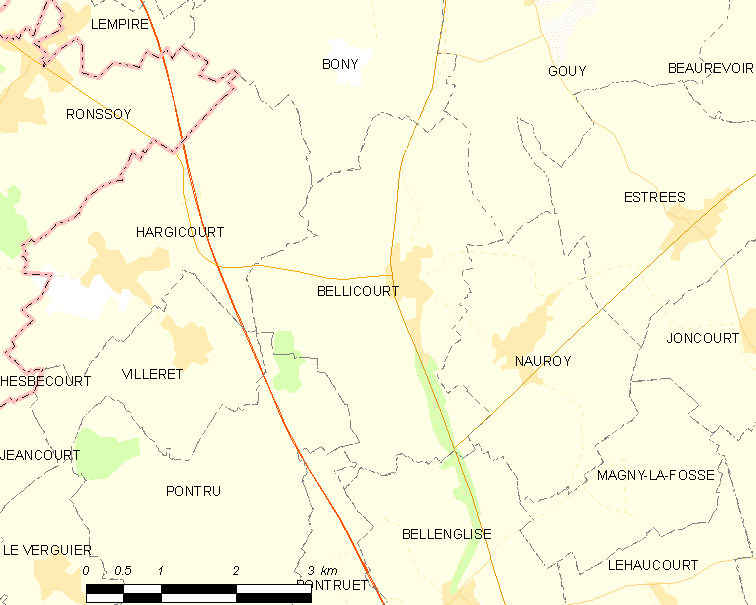
贝利库尔的OSM定位图

贝利库尔的时区为UTC+01:00、UTC+02:00（夏令时）。

## 行政
贝利库尔的邮政编码为02420，INSEE市镇编码为02065。

## 政治
贝利库尔所属的省级选区为博安昂韦尔芒多瓦县。

## 人口

1962-2008年间贝利库尔人口变化图示

贝利库尔于2022年1月1日时的人口数量为561人。